# FK Palanga
El FK Palanga és un club de futbol lituà de la ciutat de Palanga. fundat el 2011.

## Palmarès
- 1 Lliga lituana de futbol: 1
  - 2017

## Entrenadors
- Valdas Trakys (2014 — 2018)
- Artiom Gorlov (2019)
- Viačeslav Geraščenko (2019)[2]